# Uber Arena
Uber Arena é uma arena multi-uso localizada no bairro de Friedrichshain em Berlim, Alemanha, que foi inaugurada em Setembro de 2008. Desenvolvida pela Anschutz Entertainment Group, passou a chamar-se O2 World quando a O2 Alemanha comprou os direitos de exposição de nome na arena. Com capacidade para 17 000 espectadores, sendo a casa do clube de Hóquei no gelo Eisbären Berlin e do Alba Berlin equipe de basquete da cidade, sendo também usada por outras equipes de Hóquei no gelo, basquetebol e Andebol. Concertos também são realizados na arena. O entorno da construção sedia várias atrações de entretenimento como casino, hotel, cinema, bares e restaurantes. Em 2008 a arena sediou o Final Four da Euroliga.